# L'Homme invisible (série télévisée, 1958)
Pour les articles homonymes, voir L'Homme invisible.
L'Homme invisible (Invisible Man ou H.G. Wells' Invisible Man) est une série télévisée britannique en 26 épisodes de 25 minutes, en noir et blanc, créée par Ralph Smart d'après le roman éponyme d'H. G. Wells et diffusée entre le 14 septembre 1958 et le 5 juillet 1959 sur le réseau ITV.
En France, la série a été diffusée à partir du 6 octobre 1962 sur RTF Télévision.  Rediffusion du 7 janvier 1989 au 1er juillet 1989 dans l'émission Samdynamite sur FR3. Rediffusion sur Série Club à la fin les années 1990.

## Synopsis
Après un accident de laboratoire, Peter Brady, un scientifique londonien, devient invisible. Devenu détective privé, il collabore également avec les services secrets britanniques, tout en continuant à mener des recherches afin de retrouver sa « visibilité ». Pour rendre son existence perceptible il est contraint d'envelopper son corps de bandelettes à la façon d'une momie.

## Distribution
- Johnny Scripps / Tim Turner (en) (VF: Claude Bertrand / Bernard Woringer (redoublage)) : Docteur Peter Brady, sans ses bandages.
- Lisa Daniely (en) (VF : Catherine Lafond) (redoublage): Diane Brady
- Deborah Watling : Sally Brady

## Épisodes

### Première saison (1958)
1. Expérience secrète (Secret Experiment)
2. Crise dans le désert (Crisis in the Desert)
3. Derrière le masque (Behind the Mask)
4. La Chambre close (The Locked Room)
5. Pique-nique surprise (Picnic with Death)
6. Chantage (Play to Kill)
7. Le Transfuge (Shadow on the Screen)
8. Le Manteau de vison (The Mink Coat)
9. Justice aveugle (Blind Justice)
10. Le Roi de la cavale (Jailbreak)
11. Kidnapping (Bank Raid)
12. Pari contre la mort (Odds Against Death)
13. Crise cardiaque (Strange Partners)

### Deuxième saison (1959)
1. Sabotage (Point of Destruction)
2. Pas de preuves (Vanishing Evidence)
3. Photo finish (Death Cell)
4. Prix littéraire (The Price)
5. Anti gravité (Flight into Darkness)
6. Coup double (The Decoy)
7. Trafic d’armes (The Gunrunners)
8. Le Lapin blanc (The White Rabit)
9. L’Arroseur arrosé (Man in Disguise)
10. L’Homme du pouvoir (Man in Power)
11. La Fusée (The Rocket)
12. Ombres dangereuses (Shadow Bomb)
13. Le Grand Complot (The Big Plot)